# De schrik van Onderland
De schrik van Onderland is het 298e stripverhaal van Jommeke. De reeks wordt getekend door Studio Jef Nys. Het verscheen op 5 februari 2020.

## Verhaal
De nieuwe buren van Filiberke hebben geen opvang voor hun zoon, Rafke. Filiberke ziet het wel zitten om met een nieuw speelkameraadje er een leuke dag van te maken. Maar vlug wordt duidelijk dat Rafke niet zo een lief kereltje is. Ook Jommeke en zijn vader ontsnappen niet aan de fratsenstreken van Rafke. Het loopt steeds in het honderd.
Ten einde raad wordt er besloten om een wandeling naar het Achterbergse bos te maken. Onderweg krijgen de Miekes en Choco ook nog hun deel van de plagerijen. Eenmaal aangekomen in het bos verzeilt Rafke in de vijver en kan hij ternauwernood door Jommeke van de verdrinkingsdood gered worden. Rafke heeft zijn lesje nog steeds niet geleerd en zet het op een lopen. Dieper in het bos ontmoet hij de koningin van Onderland. Ze neemt hem mee naar haar kasteel. Maar ook de koningin moet als snel ondervinden dat zij het kereltje niet de baas kan.
De dag vordert en Jommeke en Filiberke zijn zoekende naar Rafke. Het is Flip die ontdekt dat Rafke in het kasteel opgesloten zit. Flip kan via het bemachtigen van de poortsleutel Jommeke en Filiberke toegang geven tot het kasteel. Daar vinden ze een uitgetelde koningin van Onderland. Ook Zazof is buiten strijd.
Jommeke, Filiberke en Rafke spoeden zich dan huiswaarts. Net op tijd komen ze aan bij Filiberke thuis. Wanneer de moeder van Rafke informeert blijkt het kereltje het een leuke dag gevonden te hebben. Ook blijkt nog dat hij de kroon van de koningin heeft meegenomen.
Jommeke en Filiberke wimpelen tot slot het spelen met Rafke, de daaropvolgende dagen, handig af.